# Rockmaker
Rockmaker è una canzone del gruppo musicale statunitense Toto, estratta come quarto ed ultimo singolo dal loro album di debutto Toto nel 1979.
La canzone fu scritta da David Paich, non ebbe un buon successo commerciale come gli altri singoli, ma servì a incrementare le vendite dell'album di debutto. Avendo già ottenuto un buon riscontro di pubblico, la band decise di non girare il videoclip del brano, per cui l'ultimo video musicale dell'album risulta essere Georgy Porgy.

## Tracce
1. Rockmaker
2. Child's Anthem

## Formazione
- David Paich – tastiere e voce principale
- Steve Lukather – chitarra elettrica e voce secondaria
- Bobby Kimball – voce secondaria
- Steve Porcaro – tastiere
- David Hungate – basso
- Jeff Porcaro – percussioni